# 布瓦西朗贝维尔
布瓦西朗贝维尔（法語：Boissy-Lamberville，法語發音：[bwasi lɑ̃bɛʁvil]）是法国厄尔省的一个市镇，属于贝尔奈区。

## 地理
布瓦西朗贝维尔（49°10'2"N, 0°34'36"E）面积8.08 平方千米，位于法国诺曼底大区厄尔省，该省份为法国北部内陆省份，北起滨海塞纳省，西接奧恩省和卡爾瓦多斯省，南至厄尔-卢瓦省，东临瓦兹省、瓦兹河谷省和伊夫林省。
与布瓦西朗贝维尔接壤的市镇（或旧市镇、城区）包括：日韦维尔、巴佐克、贝尔图维尔、库尔贝皮讷、福勒维尔、莫尔桑、普拉讷。
布瓦西朗贝维尔的时区为UTC+01:00、UTC+02:00（夏令时）。

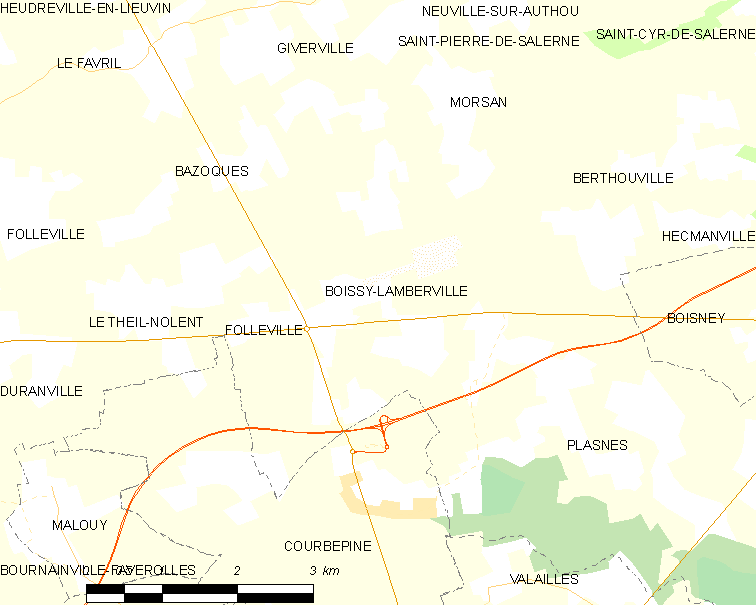
布瓦西朗贝维尔的OSM定位图

## 行政
布瓦西朗贝维尔的邮政编码为27300，INSEE市镇编码为27079。

## 政治
布瓦西朗贝维尔所属的省级选区为伯兹维尔县。

## 人口

1962-2008年间布瓦西朗贝维尔人口变化图示

布瓦西朗贝维尔于2022年1月1日时的人口数量为379人。